# 佐久市立国保浅間総合病院
佐久市立国保浅間総合病院（さくしりつこくほあさまそうごうびょういん）は、長野県佐久市にある医療機関。

## 沿革
- 1958年（昭和33年）5月 - 北佐久郡内の11町村により、北佐久郡国民健康保険浅間病院組合の設立許可される。
- 1959年（昭和34年）4月 - 吉沢國雄、院長に就任。
- 1959年（昭和34年）6月 - 北佐久郡国民健康保険浅間病院が開院する。
- 1966年（昭和41年）1月 - 総合病院に認可され、救急指定病院に指定される。
- 1967年（昭和42年）4月 - 病院を運営する一部事務組合は解散し、佐久市に病院が譲渡され、佐久市立国保浅間総合病院となる。
- 1971年（昭和51年）9月 - 第28回「保健文化賞」(佐久地域における脳卒中予防対策の業績)。
- 1995年（平成7年）    - 自治体立優良病院として「自治大臣表彰」受賞。
- 2010年（平成22年）4月 - 地方公営企業法全部適用。

## 診療科目
この節の出典
- 内科
- 糖尿病外来
- 外科
- 整形外科
- 脳神経外科
- 産科
- 婦人科
- 眼科
- 小児科
- 耳鼻咽喉科
- 泌尿器科
- 歯科口腔外科
- 形成外科
- 皮膚科
- 循環器内科
- 心療内科
- 大腸・肛門外科
- 整形外科
- 脊椎外科
- コウノトリ外来
- 救急医療部
- 麻酔科
- 病理診断科

## 医療機関の指定等
- 保険医療機関
- 救急告示医療機関
- 労災保険指定医療機関
- 臨床研修指定病院
- DPC対象病院
- 産科医療補償制度加入施設
- へき地医療拠点病院
- 重度心身障害者歯科診療施設

## 所在地
- 〒385-8558 長野県佐久市岩村田1862-1

## 不祥事

### 収賄事件
2025年6月25日、医療機器の選定や使用を巡り、特定のメーカーの機器を多く使う見返りに現金を受け取ったとして、収賄の疑いで、整形外科部長と同科の医長が書類送検された。医療機器メーカー「日本エム・ディ・エム」の当時営業担当だった男性社員3人も贈賄容疑で書類送検された。7月16日、5人が在宅起訴された。いずれも容疑を認めているという。
捜査関係者によると、部長は同病院、医長は同病院と非常勤の国保軽井沢病院で行った整形外科手術で、脊柱管の処置などに用いる同社製品を優先的に使う見返りとして、2021年11月から2024年4月、営業担当社員ら3人から現金計約58万円を受け取った疑い。部長ら2人は手術で使う機器を選定できる立場で、同社製品を使うたびに販売価格や手術の症例に応じた「ポイント」（1ポイント＝1万円）を付与され、私的な飲食代や土産代などの領収書の金額と交換する形で、ポイント分の現金を受け取っていた。

## 交通アクセス
- 東日本旅客鉄道北陸新幹線（長野経由）、小海線佐久平駅下車、車で3分。
- 東日本旅客鉄道小海線岩村田駅下車、車で2分（徒歩10分）。
- 中部横断自動車道佐久中佐都ICより車で7分。
- 上信越自動車道佐久ICより車で10分。